# Hansine
Die Hansine ist eine Gaffelketsch, die 1898 in Frederikshavn als hölzernes Fischereifahrzeug vom Typ Haikutter gebaut wurde. Unter den circa 20 heute noch existierenden Haikuttern ist sie eines der ältesten und größten Schiffe.

## Geschichte
Das heute unter dem Namen Hansine fahrende Schiff wurde im Auftrag des ersten Eigners, der Firma A/S Fiskekutteren Cimbria, 1898 auf der Werft von J.N. Olsen in Frederikshavn in Dänemark gebaut und auf den Namen Cimbria getauft. Schon damals wurde ihr das heute noch gültige Fischereizeichen FN 121 für Frederikshavner Fischkutter zugewiesen. Zwischen 1909 und 1976 hatte Hansine mehrere Eigner, unter anderem C.A.P. Jakobsen (Bangsbostrand, 1909), Frederik Wormstrup (1918) und seine Frau Helene Wormstrup (1922), M.P. Mortensen (1928), H. Willadsen (1951).
Bis Anfang der 1970er Jahre fischte die Hansine im Nordatlantik bis in die Gewässer vor Island. 1976 wurde das Schiff außer Dienst gestellt und von Familie Smith aus North Carolina als privates Schiff bis in die 1980er Jahre genutzt; die Hansine blieb dabei aber in dänischen Gewässern. Nach einer langen Zeit des Verfalls in Sæby übernahmen die Eheleute Weis 2004 das Schiff und restaurierten es bis 2008.
Heute (Stand 2022) wird die Hansine vom gemeinnützigen Verein Freunde der Hansine e. V. betrieben und ist als anerkanntes Traditionsschiff auf der Nord- und Ostsee anzutreffen, verfügt somit über ein gültiges Sicherheitszeugnis für Traditionsschiffe der Berufsgenossenschaft Verkehrswirtschaft Post-Logistik Telekommunikation (BG Verkehr) in Deutschland. Sie ist außerdem Mitglied in der dänischen Holzschiffsvereinigung. Heimathafen ist seit 2016 der Museumshafen in Lübeck. Von dort aus wird das historische Schiff besonders für die nachhaltige Arbeit in der Vermittlung der traditionellen Seefahrt und der internationalen Unterstützung des maritimen Erbes eingesetzt. Ehrenamtlich engagierte Menschen aller Altersstufen und vieler Gewerke aus dem Bundesgebiet halten die Hansine heute in Fahrt und kümmern sich um ihren Erhalt.
Die Hansine nimmt derzeit regelmäßig an Traditionsschifffahrtstreffen wie der Hanse Sail Rostock und an Traditionsschiffregatten teil, bei denen Gäste gelegentlich die Möglichkeit zum Mitsegeln haben.

## Beschreibung des Schiffes und seiner Ausrüstung
Die Hansine wird besonders durch das für die ersten Haikutter typische steile Rundheck charakterisiert. Ihr Rumpf ist schwarz gestrichen und sie zeigt den traditionellen roten „Haikutter-Streifen“ an der untersten Planke der Schanz, den viele alte Fischer entgegen den tatsächlichen physikalischen Gegebenheiten sinnbildlich für erforderlich hielten, da für sie ein Kutter ohne diese Streifen nicht schwimmfähig war.
Der Rumpf des Schiffes besteht aus 6 cm dicken Eichenplanken auf Eichenspanten, das Deck ist mit Schwarzwald-Lärche beplankt und, wie der Rumpf, anschließend traditionell kalfatert und mit Teer vergossen.
Heute fährt Hansine nicht mehr mit dem ursprünglich verbauten Motor von Alpha Diesel Frederikshavn, er wurde gegen einen MAN-Dieselmotor (Typ: D2866 LE 401) mit 331 kW Leistung bei 1800/min ersetzt. Auch ein Fischer-Panda-Hybridsystem zur Stromerzeugung ist an Bord.
Der Großmast ist aus Lärche gefertigt und erreicht zusammen mit der Stenge eine Höhe von 22 Metern über der Wasseroberfläche. Der Besanmast, wie auch der Klüverbaum, ist ebenfalls aus Lärche gefertigt und hat eine Höhe von 14 Metern.
Die Hansine verfügt über sechs Segel:
- ein Großsegel mit drei Reffreihen,
- ein Besansegel mit zwei Reffreihen sowie
- ein Großtoppsegel.

Als Vorsegel können
- eine Fock,
- ein Klüver und
- ein Flieger gesetzt werden.

Das Segeltuch ist unter dem Namen „Clipper Canvas“ bekannt und wurde von der englischen Firma Heathcoat Fabrics bereitgestellt.
Die Rumpfform der alten Holzschiffe erfordert einzeln angepasste Tankformen. So verfügt die Hansine über einen 1.800-l-Diesel-Tank, 1.750-l-Trinkwasser- und einen 300-l-Abwassertank. Alle diese Tanks sind aus Kunststoff hergestellte Sonderanfertigungen.
Navigations- und Kommunikationsinstrumente der Hansine entsprechen dem Standard, wie er auch für die Berufsschifffahrt vorgesehen ist. So verfügt das Schiff über eine doppelte Ausrüstung für GPS, ein Radar und ein Echolot. Die Kommunikation und Information wird über UKW-Funk, HF-Seefunkanlage und Wetterfax mit NAVTEX sichergestellt.

## Bilder

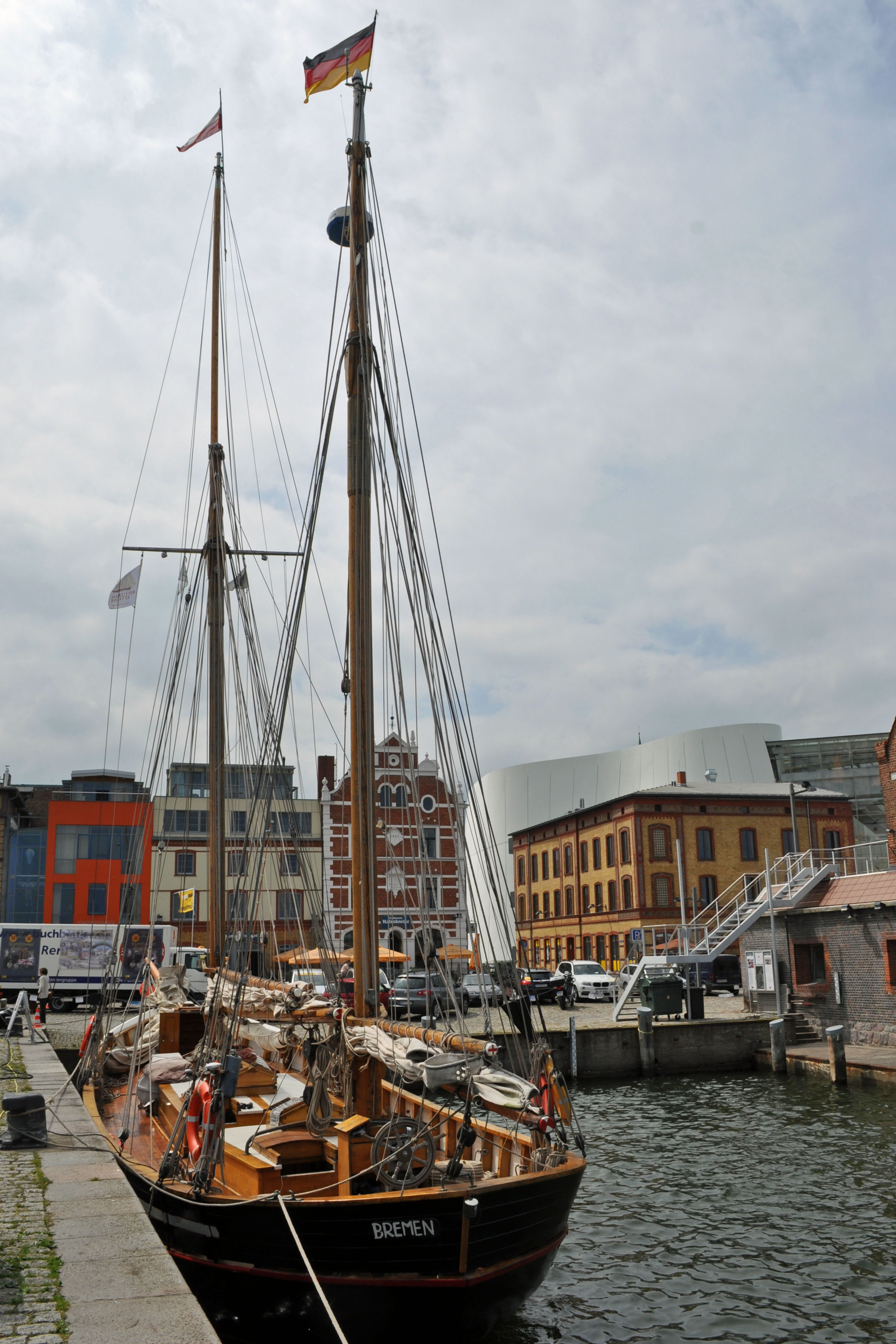
Heckansicht der Hansine 2012 im Hafen von Stralsund
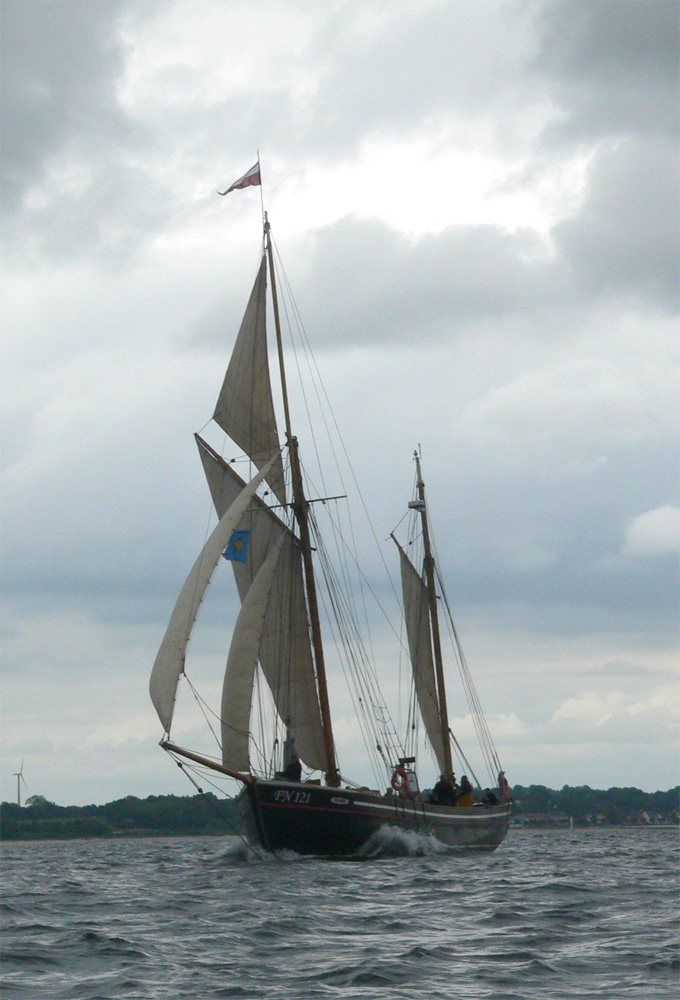
Hansine FN 121 auf der Kieler Förde 2013
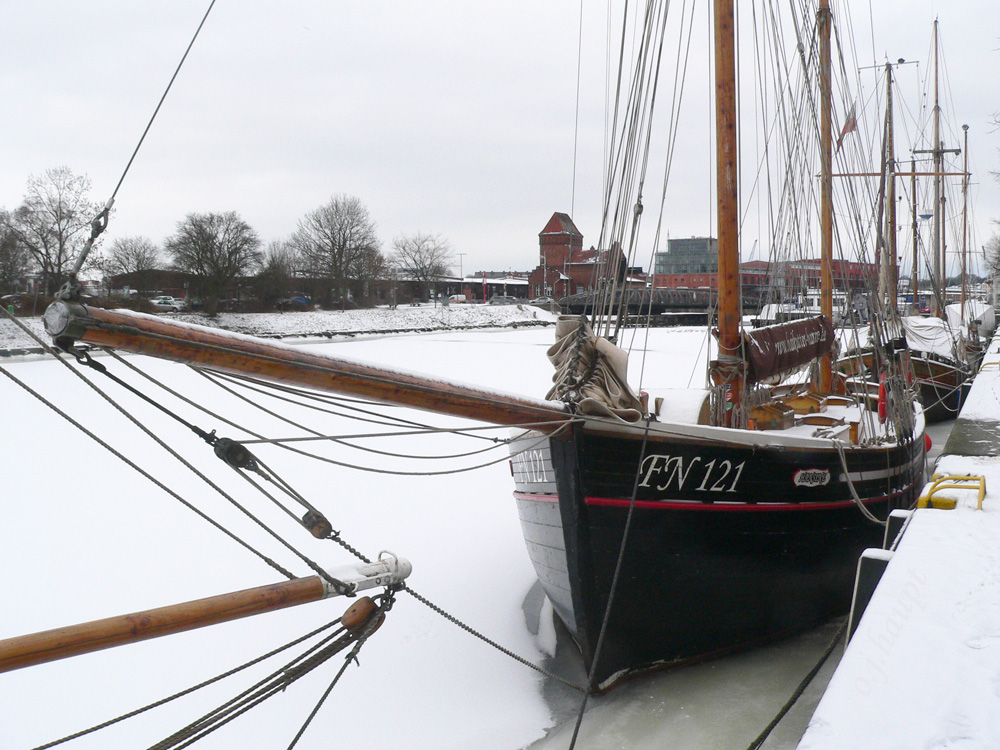
FN 121 im Winter 2011 im Museumshafen Lübeck